# Никола Кряста
Никола Димку Кряста (на гръцки: Νικόλαος Κριάστας) е османски лекар, участник в Илинденско-Преображенското въстание, по-късно деец на гръцката пропаганда в Македония.

## Биография
Роден е в 1843 година във влашко семейство в град Крушево. Завършва медицина в Атинския университет. Работи като общопрактикуващ лекар в родния си град. По време на Илинденско-Преображенското въстание е лекар на Привременния щаб на Крушевската република заедно с доктор Перикли Батали и помощниците Питу Бербера и Гюшу Пендифранга.
Кряста е активен деец на гръцкия революционен комитет. В 1907 година управляващият Българското търговско агентство в Битоля Христо Минчович попада на тайни документи на гръцкия революционен комитет в Крушево, от които се вижда, че Кряста макар и заможен и собственик дори на къщата на самото Агентство е на заплата от гръцкия комитет. Минчович го нарича „най-горещ гъркоманин“.
Умира в Крушево в 1910 година.